# Stronghold Legends
Stronghold Legends — компьютерная игра в жанре стратегии в реальном времени, выпущенная компанией Firefly Studios в 2006 году. Игра создана на движке Stronghold 2. Игра основана на фэнтезийном сюжете. Время действия игры — раннее средневековье. Место действия — Европа (Англия, Валахия, северная Германия).

## Игровой процесс
В игре присутствуют три стороны, управляемые в игровой кампании тремя легендарными героями: Королём Артуром — сторона «света» (сил добра), Дитрихом Бернским — сторона «холода», и Владиславом Дракулой — сторона «тьмы». В отличие от Stronghold 2, на движке которой данная игра и сделана, игровой процесс заметно изменился и некоторые типы юнитов были убраны, а также добавлены новые, которые и меняют в корне процесс ведения боёв и добавляют своеобразный смак в эту игру серии Stronghold. Но не без изъянов: половина экономической составляющей, а также атрибуты для построения замка, в игре упрощены. Однако всё разнообразие здесь направлено в основном на ведение войн и особенности в рамках какой-либо из трёх сторон, которых в Stronghold 2 нет, чем опять же отличается эта игра серии Stronghold от других.
Есть три режима игры: одиночная игра (подразделяется на кампании за каждую из трёх сторон, Пути Легенд, пользовательские карты и схватки против ботов), редактор карт, в котором можно создать либо карту схватки для боёв с ботами или людьми, либо карту с эпическим сюжетом, что придаст ещё больше разнообразия и воли вашей фантазии, а также сетевая игра, в которой можно поиграть только в пользовательские схватки.
Практически каждая новая миссия начинается с того, что игроку надо возвести свой замок с основания. По мере развития требуется наладить добычу ресурсов, производство и построить оборонительные сооружения для отражения атак. Дальше следует создание армии для нападения на вражеские замки, которые расположены в другой части карты. Чтобы победить, вам необходимо либо убить короля, либо захватить замок (он захватывается в том случае, если ваши воины стоят на его вершине некоторое время, а враги на ней отсутствуют). В данной части игры основные тактические преимущества дают волшебные заклинания и сильные герои со своими дополнительными возможностями.

## Отзывы
| Сводный рейтинг | Сводный рейтинг |
| Агрегатор       | Оценка          |
| --------------- | --------------- |
| GameRankings    | 57,26 %         |

Летом 2018 года, благодаря уязвимости в защите Steam Web API, стало известно, что точное количество пользователей сервиса Steam, которые играли в Stronghold Legends: Steam Edition хотя бы один раз, составляет 248 308 человек.